# Kinnikuman
Kinnikuman (яп. キン肉マン Кинникуман) — манга, авторами которой являются Ёсинори Накай и Такаси Симада. Сюжет описывает супергероя Сугуру Киннику, который отправился на Землю, чтобы выиграть на турнире по рестлингу и завоевать титул принца планеты Киннику.
Манга публиковалась издательством Shueisha в журнале Weekly Shonen Jump с 1979 по 1987 год. Первая аниме-адаптация была создана студией Toei Animation и включала в себя 137 серий, которые транслировались по телеканалу Nippon Television с 1983 по 1986 год. Позже мангу сопровождали многочисленные экранизации, последняя из которых вышла выпущена в 2024 году.
Манга пользуется большой популярностью в Японии, по данным на 2007 год было выпущено 66 миллионов копий. Kinnikuman также получила премию манги Shogakukan в 1985 году.

## Сюжет
Сюжет разворачивается вокруг Кинникумана (настоящее имя — Сугуру Киннику), который, хоть и обладает сверхчеловеческой силой, является невероятно глупым и неуклюжим. Однажды он узнаёт, что является принцем планеты Киннику — родины супергероев. Теперь Кинникуман должен доказать, что достоин быть наследником престола. Для этого он принимает участия в чемпионатах по реслингу и должен вести бой против 5 других претендентов на трон планеты Киннику — Большетелого, Солдата, Зебры, Марипосы и Чудо-Феникса. Многие будущие союзники Кинникумана выступали изначально как злодеи и отрицательные персонажи.

### Ultimate Muscle
Мантаро Маскл (также известный как Кид-Маскл) является избалованным и испорченным сыном знаменитого супергероя короля Маскла Кинникумы, который когда то победил лигу злодеев. После 28 лет мирного времени старые враги снова объединяются и образуют злодейскую фракцию, которая угрожает легендарной Маскл-лиге, которая за многие года стала слабее, так как её члены постарели и отвыкли от сражений. Признав свою слабость, лига решает образовать школу супергероев для подготовки нового и молодого поколения. Монтаро-Маскла сначала не желают принять в школу, и ему приходится победить отца в схватке, чтобы доказать, что он достоин стать учеником. Основная цель обучения заключается в раскрытии скрытого потенциала супергероев. Параллельно Кид-Маскл и его союзники ведут борьбу против союзников злодейской фракции.

## Медиа

### Манга
Ёсинори Накай и Такаси Симада — авторы манги учились вместе с 4 класса, поступив в среднюю школу они вместе решают создать мангу. Изначально сюжет задумывался как пародия на известное тв-шоу Ultraman. Сначала манга публиковалась 2 раза единично. С декабря 1978 года манга под названием Окамарасу но Маки (яп. オカマラスの巻) начала постоянно публиковаться издательством Shueisha в журнале Weekly Shonen Jump и публиковалась по март 1979 года. Манга выиграла премию Акацуки, а также вторая часть — Эрайгинэсу но Маки (яп. エラギネスの巻), чей выпуск продолжался с 28 мая 1979 года по март 1987 года. Всего было выпущено 36 томов манги, который выпускались с 15 февраля 1980 года по 15 апреля 1988 года.
Одна глава продолжения манги — Muscle Returns (яп. マッスル・リターンズ Массуру Ри:тандзу) была выпущена издательством Kadokawa Shoten в январе 1996 года. Постоянно манга начала публиковаться с 28 ноября 2011 года на сайте Shū Play News, веб-версии журнала Weekly Playboy. 37 том манги был выпущен 29 января 2010 года, а последний и 47 том был выпущен 4 июля 2014 года.
Первые 36 томов были переизданы в рамках серии Jump Comics Selection в формате 26 томов, как часть коллекции Jump Comics Deluxe, в формате 18 «айдзобанов» (другой формат томов) с 14 января по 18 ноября 1999 года 1999 года и в одном «синсобане» 6 июля 2013 года. Манга также публиковалась в журнале Shueisha Jump Remix с 2001 по 2013 год. С 5 июля 2012 года по 3 января 2014 года манга публиковалась в формате электронной книги.

### Продолжения и спин-оффы
Первая спин-офф манга Татакаэ!! Рамэнман (яп. 闘将!!拉麺男) представляет собой ответвление сюжета где главным героем становится Рамэнман — один из главных героев основной истории. Манга публиковалась с 1982 года по 1988 года. Манга публиковалась 12 в томах с 1983 года по 1989 год и перевыпускалась в 1998 году в 9 томах,, ещё раз в 2002 году в 8 томах. в 2004—2006 годах в 12 томах, и в 2009 году в 5 томах. По мотивам манги студией Toei Animation был выпущен аниме-сериал из 35 серий, которые транслировались с 10 января по 11 сентября 1989 года. В июле 1988 года по мотивам манги был выпущен фильм, и видео-игра в августе того же года. В 2009 году аниме-сериал и фильм были выпущены в бокс-сете в 2009 году.
Второй спин-офф Ultimate Muscle: The Kinnikuman Legacy (яп. キン肉マンⅡ世 Кинникуман НисэйK) впервые публиковалась единичными выпусками с августа 1997 года по февраль 1998 года, а с апреля 1998 года манга начала свою постоянную публикацию в Weekly Playboy и выпускалась до 2004 года. С 19 октября 1998 года по 19 августа 2005 года манга публиковалась в 29 томах.. Все тома выпускались в США компанией Viz Media с 5 июля 2004 года по 5 июля 2011 года. Манга перевыпускалась в 21 томах с 18 сентября 2009 года по 18 января 2011 года. Авторами были опубликованы 2 другие короткие манги: первая манга Densetsu no Joshō: Heracles Factory (яп. 伝説の序章～ヘラクレス・ファクトリー Дэнсэцу но Дзёсё Хэтакурэсу Факутори:) была выпущена 22 февраля 2002 года, а вторая манга SP Densetsu Chōjin Zenmetsu! (яп. SP伝説超人全滅!) была выпущена 24 мая того же года.
Другой спин-офф All Chōjin Dai Shingeki (яп. オール超人大進撃 Ōru Chōjin Dai Shingeki) выпускался в V Jump с мая 2001 года по август 2007 года. Манга была собрана в 4 тома, которые выпускались с августа 2002 по август 2007 года. С 2004 года свой выпуск начало продолжение манги Ultimate Muscle: The Kinnikuman Legacy — Kyūkyoku no Chōjin Tag Hen (яп. 究極の超人タッグ編), выпуск которой закончился в 2011 году. Манга была собрана в 28 томов, которые публиковались с 18 ноября 2005 года по 19 декабря 2011 года.
В 2008 году был выпущен веб-комикс Kinnikuman Lady (яп. キン肉マンレディー Кинникуман Рэди:) на сайте Ultra Jump Egg. Здесь в роли главного героя Кинникумана выступает женский персонаж. Первый том был выпущен 19 марта 2009 года, в 2011 году комикс был перенесён на веб-сайт Ultra Jump.

### Аниме
Первый аниме-сериал был выпущен студией Toei Animation, режиссёрами выступили Ясуо Ямаёси, Такэнори Кавада и Тэцуо Имадзава. 137 серий показывались по телеканалу Nippon Television с 3 апреля 1983 года по 1 октября 1986 года. Другой сериал Kinnikuman Kinniku-sei Ōi Sōdatsu Hen (яп. キン肉マン キン肉星王位争奪編), режиссёрами которого выступили Такэси Сирато и Ацутоси Умэдзава транслировался по телеканалу Nippon Television с 6 октября 1991 года по 27 сентября 1992 года. Всего выпущено 46 серий аниме. Первый сериал выпускался на DVD-изданиях с 6 декабря 2002 года по 21 ноября 2003 года, второй сериал также выпускался на DVD с 5 декабря 2003 года по 21 марта 2004 года.
Третий аниме-сериал Kinnikuman: Second Generation выпускался с 9 января по 25 декабря 2002 года. С 21 сентября 2002 года по 8 августа 2003 года выпускался на 12 DVD-дисках. Сериал был лицензирован компанией 4Kids Entertainment под названием Ultimate Muscle: The Kinnikuman Legacy для показа на территории США и транслировался по телеканалу Fox Box. В 2003 году был выпущен 13-серийный аниме-сериал, предназначенный для не-японской аудитории, который также транслировался по телеканалу Fox Box с 7 апреля по 30 июня в 2004 году. Другой 13-серийный аниме-сериал Kinnikuman Second Generation: Ultimate Muscle 2 транслировался с 4 января по 29 марта 2006 года. Режиссёром сериала выступает Тосиаки Комура, сериал был создан в студии Toei Animation и транслировался по телеканалу TV Tokyo. 2 сериала выпускались на DVD с 24 февраля по 23 июня 2006 года.

### Фильмы
По мотивам основной манги с 1984 по 1986 год выпускалась серия короткометражных мультфильмов. Первый мультфильм, режиссёром которой выступил Такэси Сирато был выпущен 14 июля 1984 года. Последний мультфильм Kinnikuman: Seigi Chōjin vs. Senshi Chōjin (яп. キン肉マン 正義超人vs戦士超人) был выпущен в 20 декабря 1986 года, режиссёром выступил Ясуо Ямаёси. Все 7 фильмов были выпущены на DVD 21 апреля 2004 года.
По мотивам Kinnikuman: Second Generation были выпущены 2 других мультфильма режиссёром Тосиаки Комурой. Первый фильм был выпущен 14 июля 2001 года а второй фильм Kinnikuman Second Generation: Massuru Ninjin Sōdatsu! Chōjin Dai Sensō (яп. キン肉マンⅡ世 マッスル人参争奪!超人大戦争) был выпущен 20 июля 2002 года. Мультфильмы были выпущены на DVD 12 мая 2002 года и 21 апреля 2003 года.

### Игры
По мотивам манги были выпущены видео-игры для домашних компьютеров. Первая была выпущена в ноябре 1984 года для NEC PC-8801, вторая игра Kinnikuman: Colosseum Deathmatch (яп. キン肉マンコロシアムデスマッチ コロシアムデスマッチ) была выпущена в 1995 году.
Первая игра для игровой консоли Tag Team Match: MUSCLE была выпущена 8 ноября 1985 года для Nintendo Entertainment System. а последняя Kinnikuman: Muscle Grand Prix 2 Tokumori (яп. キン肉マン マッスルグランプリ2 特盛) была выпущена 25 сентября 2008 года для PlayStation 2. 27 февраля 2014 года компания GREE выпустила социальную игру Kinnikuman Memorial (яп. キン肉マン～メモリアル～).

### Прочее
На фоне большой популярности манги, компания Bandai начала свой массовый выпуск игрушек, который продолжался с 1983 по 1987 год. В Японии выпускались 418 видов фигурок, которые продавались в гасяпонах. Игрушками заинтересовались на западном рынке, компания Mattel приобрела права на распространение игрушек на территории США под названием M.U.S.C.L.E, всего в 80-е годы было выпущено 236 видов фигурок. В 2007 году компания Toei выпустила 418 фигурок специально для фанатов, также они получили возможность купить весь комплект фигурок. 20 декабря 2008 года вместе с бокс-сетом, который включает в себя 2 аниме-сериала и 7 мультфильмов выпускались также фигурки персонажей. Помимо этого экшен-фигурки выпускались и другими компаниями на территории Японии и США, а также плюшевые игрушки, разные канцелярские товары, иллюстрированные книги и карточные игры.

## Критика и популярность
В 1984 году манга получила премию Shogakukan как лучшее кодомо-произведение года. По данным на ноябрь 2007 года только в Японии было продано свыше 66 миллионов копий. Издательный путеводитель компании Takarajimasha — Kono Manga ga Sugoi! назвал мангу Kinnikuman седьмой лучшей мангой для мальчиков в истории. Большинство томов манги в первой неделе становились бестселлерами в Японии. Сама манга являлась хитом, также большой популярностью пользовались игрушки персонажей манги. Компания Bandai сообщила о том, что в Японии было продано свыше 180 миллионов копий фигурок. Фигурки также пользовались невероятной популярностью в США.
Аниме-сериал также пользовался большой популярностью и при премьере имела рейтинг более 20 %. До выхода бокс-сета в декабре 2008 года, за 5 месяцев было сделано более 25,000 предзаказов. По данным на 2005 год в результате опроса по версии телеканала TV Asahi оригинальный аниме-сериал занял 97 место в топ 100 сериалах, а аниме-сериал новой версии Ultimate Muscle — 39 место. В результате онлайн-опроса в 2006 году аниме-сериал Kinnikuman занял 12 место в списке топ 100 сериалов. Шэнон Гаррити, критик назвал мангу среднем между пародией, сюжетом о супер-героях и реслингом. Другой критик сайта Anime News Network написал, что сюжет переставляет собой кальку о супер-героях и реслинга и имеет много общего с телесериалом Mucha Lucha, но всё же в плане забавности Kinnikuman занимает первенство. Эдуардо Чавец на сайте Mania.com написал, что в 1979 году манга опиралась прежде всего на комедийные моменты и экшен. Банальная глупость главного героя компенсируется интересным и зрелым сюжетом, и лучшими сценами. Критик сайта T.H.E.M Anime Кристи написала что сериал Ultimate Muscle было лучшим, что транслировалось по телеканалу Fox Box, oна высоко оценила смешных, очаровательных и в то же время вызывающих отвращение персонажей, хорошей и свежей анимацией и привлекательный дизайн персонажей.

## Влияние
Мангу Kinnikuman принято считать классикой жанра. Хирому Аракава, создательница манги «Стальной алхимик», сказала, что очень любила мангу Kinnikuman и черпала от неё вдохновение. То же самое сказал Хиро Масима, создатель манги Fairy Tail. Также персонажи оказали некоторое влияние на борьбу по рестлингу в японии. В 2008 году в Сайтаме на соревновании Group’s FieLDS Dynamite!! Акихико Танака под псевдонимом главного героя Кида Маскулана сражался против Боба Саппа. При финансовой поддержке Toei Animation в Бункё было организовано соревнование по реслингу — Кинникумания в 2009 году в честь 30-летия оригинальной манги.